# Cap-Haïtien
Cap-Haïtien este o comună din arondismentul Cap-Haïtien, departamentul Nord, Haiti, cu o suprafață de 53,5 km2 și o populație de 186.251 locuitori (2009).